# Sissizi
I sissìzi (in greco antico: τὰ συσσίτια?, tá syssítia) sono i banchetti comunitari, caratterizzati dal principio di condivisione e amicizia. Il pasto in comune costituiva un vero e proprio rituale, sotto alcuni aspetti anche religioso.
Come narra Aristotele nella Politica (VII, 9, 2 - VII 10, 2-3), il primo a istituire i sissizi fu Italo, il fondatore della Prima Italia.
Il sissizio italico era basato sul principio di partecipazione e comunione, infatti durante l'organizzazione del banchetto non vi erano differenze sociali. Grazie all'abbondanza della natura, che donava ingenti risorse alimentari, frutti e cereali, e in particolare alla diffusione della coltivazione del grano, che presupponeva un'attività comune di mietitura e lavorazione delle farine, si sviluppò un principio di uguaglianza e condivisione che trovò sintesi proprio nel rituale sissiziale.
Questa usanza si diffuse rapidamente tra i popoli italici che abitavano l'odierna Calabria e le regioni meridionali della penisola, per poi giungere in età successiva nel mondo greco e diffondersi in tutto il Mediterraneo.
Sappiamo infatti da quanto scrive Giamblico, che nei secoli successivi lo stesso Pitagora nella sua Scuola Italica praticava regolarmente i Sissizi a Crotone, dove nel frattempo era giunta la colonizzazione greca.
Anche a Sparta erano consumati dai cittadini i pasti comuni. Secondo la tradizione si sarebbe trattato di una delle tante istituzioni create da Licurgo.
Tutti i cittadini erano divisi in comunità formate in genere da 15 membri, che giornalmente si riunivano per consumare il pasto. Le spese erano ripartite in parti uguali tra i partecipanti, che corrispondevano mensilmente la propria quota in natura e, in parte minore, in danaro. Chi non era in grado di farlo veniva retrocesso nella categoria degli ὑπομείονες hypomèiones (inferiori), perdendo i diritti politici. La quota che bisognava fornire era abbastanza ingente: circa 3 kg di formaggio, 1,5 kg di fichi, 35 litri di vino.
Dal V secolo a.C. anche i re furono obbligati a partecipare ai sissizi.
Ogni comunità conviviale era formata da cittadini di varia età e i nuovi componenti, necessari per rimpiazzare i deceduti, erano ammessi solo con il consenso di tutti i partecipanti. L'istituzione, che creava la cellula fondamentale dello stato spartano, aveva una funzione importante nel rafforzare il senso di appartenenza alla comunità, nel porre in contatto quotidiano i giovani spartiati con anziani più esperti e come strumento di formazione politica dei cittadini, ai quali, come membri dell'assemblea popolare, spettavano importanti decisioni.  I sissizi erano riservati agli spartiati, ma occasionalmente potevano esservi ammessi anche motaci (ossia figli di spartiati la cui madre era di condizione ilotica) o stranieri.

## Il cibo e le bevande
Nel Sissizio spartano il cibo e le bevande erano uguali per tutti i partecipanti, ma ai cittadini più ragguardevoli (ai re, agli efori, ai membri della gerusia, ma anche a chiunque avesse reso particolari servigi allo stato) erano riservati posti d'onore, precedenze e porzioni particolari.
Il menu era sobrio ed era basato sulla μᾶζα mā́za (ossia pane d'orzo), il famoso brodo nero, formaggio, fichi, a volte cacciagione e si beveva il vino.
I sissizi caddero in disuso alla fine del IV secolo a.C., ma furono ripristinati, intorno al 240 a.C., dal re Agide IV, che trasformò le ristrette comunità conviviali della tradizione in gruppi che contenevano tra 200 e 400 membri.

### Fonti storiche
- Plutarco, Vita di Licurgo.
- Ateneo di Naucrati, Deipnosophistae,  in particolare IV, 141a-e.
- Aristotele nella Politica afferma che l'ideatore dei sissizi fu re Italo, nel territorio dell'attuale Calabria, e che poi tali sissizi si diffusero in tutta l'area del Mediterraneo, quindi pure a Sparta.

### Fonti moderne
- (DE) Ernst Baltrusch, Sparta. Geschichte, Gesellschaft, Kultur, München, C.H.Beck Wissen, 1998.
  -  Ernst Baltrusch, Sparta, Bologna, Il Mulino, 2002,  pp. 64-66 e 70-73.